# The Substance
The Substance är en amerikansk-brittisk kroppsskräckfilm från 2024, regisserad av Coralie Fargeat. Filmen hade världspremiär under filmfestivalen i Cannes 2024, där den deltog i tävlingen om Guldpalmen. Den vann inte, men erhöll filmfestivalens pris för bästa manus. Vid Oscarsgalan 2025 nominerades The Substance till fem priser, inklusive för Bästa film.
Filmen hade biopremiär i Sverige den 18 september 2024, utgiven av Nonstop Entertainment.

## Handling
Filmen handlar om Elisabeth Sparkle. Hon har just förlorat sitt jobb som fitnessinstruktör. För att återfå sin forna stjärnglans väljer hon att ta en ny drog, kallad ”Substansen”, som lovar att omdana henne till en ny och bättre version av sig själv. Efter förvandlingen börjar hon kalla sig själv Sue.

## Rollista (i urval)
- Demi Moore – Elisabeth Sparkle
- Margaret Qualley – Sue
- Dennis Quaid – Harvey
- Edward Hamilton Clark – Fred
- Gore Abrams – Oliver
- Oscar Lesage – Troy